# تیم ملی فوتبال جمهوری چک
تیم ملی فوتبال جمهوری چک یک تیم فوتبال بین‌المللی است که به نمایندگی از کشور جمهوری چک به میدان می‌رود. این تیم زیر نظر اتحادیه فوتبال جمهوری چک فعالیت می‌کند.
یان کولر با ۵۵ گل و میلان باروش با ۴۱ گل، به ترتیب برترین گلزنان تاریخ این تیم به حساب می‌آیند. پیتر چک با ۱۲۴ بازی ملی برای جمهوری چک در این زمینه رکورد دار است. این تیم اولین بار در تاریخ ۲۳ فوریه ۱۹۹۴ در مصاف با ترکیه به میدان رفت این تیم در تاریخ ۱۹ دسامبر ۲۰۲۴ در رده‌بندی فیفا در رتبه ۴۲ قرار گرفت.

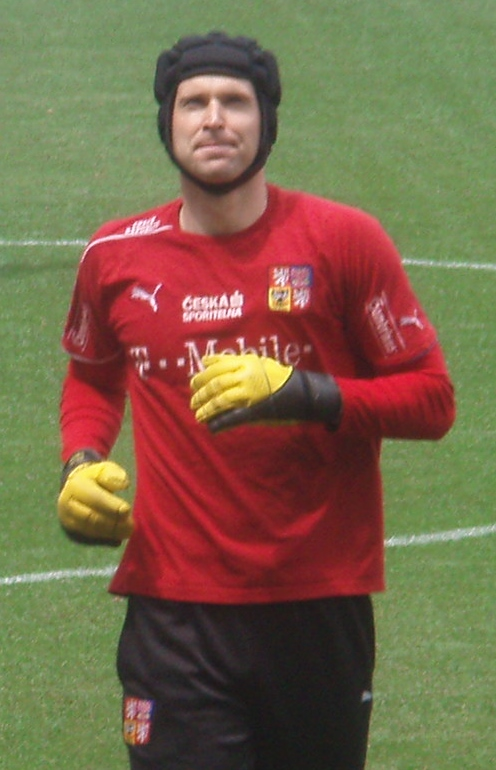
پیتر چک با ۱۲۴ بازی دارای بیشترین بازی ملی در تاریخ جمهوری چک است.

1. ↑  "Classement mondial FIFA/Coca-Cola Masculin". inside.fifa.com (به فرانسوی). Retrieved 2025-03-31.